# 深天地
深圳市天地（集团）股份有限公司（深交所：000023，简称：ST深天）是中国一家从事制造业、非金属矿物制品业的上市公司。公司总股本13875.624万股（2011年）。
公司总部位于深圳市高新技术产业园（北区）朗山路东物商业大楼10楼，法人代表为杨国富。